# Swag It Out Tour
O Swag It Out Tour é a mini-turnê de estreia da artista norte-americana Zendaya. Anunciada como a turnê principal da banda, promoveu o álbum de estreia Zendaya e as trilhas sonoras Shake It Up: Break It Down e Shake It Up: Live 2 Dance. A turnê passou principalmente pelos Estados Unidos.

## Produção
A turnê de Zendaya se apresentou em feiras estaduais e festivais de música nos Estados Unidos para promover os álbuns de trilha sonora Shake It Up: Break It Down e Shake It Up: Live 2 Dance, e seu álbum de estreia Zendaya. A turnê tornou-se um grande sucesso com os críticos e espectadores, vendendo muitas datas nos Estados Unidos.

## Repertório

### 2012
1. "Swag It Out"
2. "My All"
3. "Dig Down Deeper"
4. "Something to Dance For"
5. "Watch Me"
6. "Smile" (cover de Charlie Chaplin)
7. "Girlfriend" (cover da canção de Justin Bieber "Boyfriend")
8. "Fashion Is My Kryptonite"

### 2013
1. "Swag It Out"
2. "Watch Me
3. "Something to Dance For"
4. "Fashion Is My Kryptonite"
5. "Beat Of My Drum"
6. "My All"
7. "Leave Me Alone" (cover de Michael Jackson)
8. "Smile" (Charlie Chaplin capa)
9. "Cry For Love"
10. "Only When You're Close"
11. "My Baby"
12. "Replay"
13. "Go Crazy"